# Mémoire opérationnelle
La mémoire opérationnelle est la mémoire du cerveau qui dans le cadre de la mémoire de travail permet d'établir un lien entre la mémoire à court terme et la mémoire à long terme dans le cadre par exemple de l'identification de concepts. Elle jouerait un rôle essentiel dans la constitution d'un mémoire de travail à long terme chez certaines personnes à la suite de pratiques assidues qui mèneraient à certaines formes d'expertise.